# 塩川鳥モツ

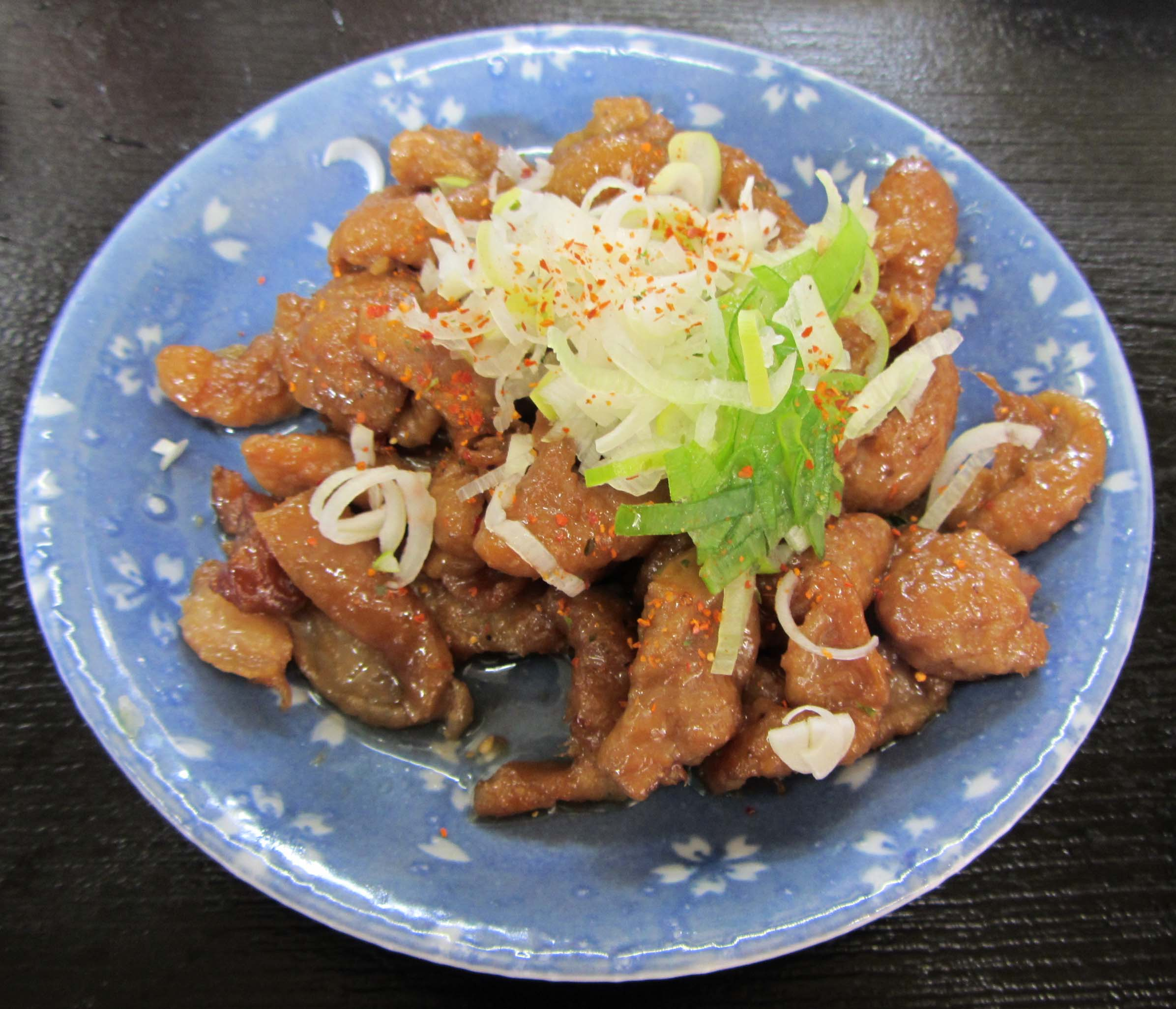
塩川鳥モツ

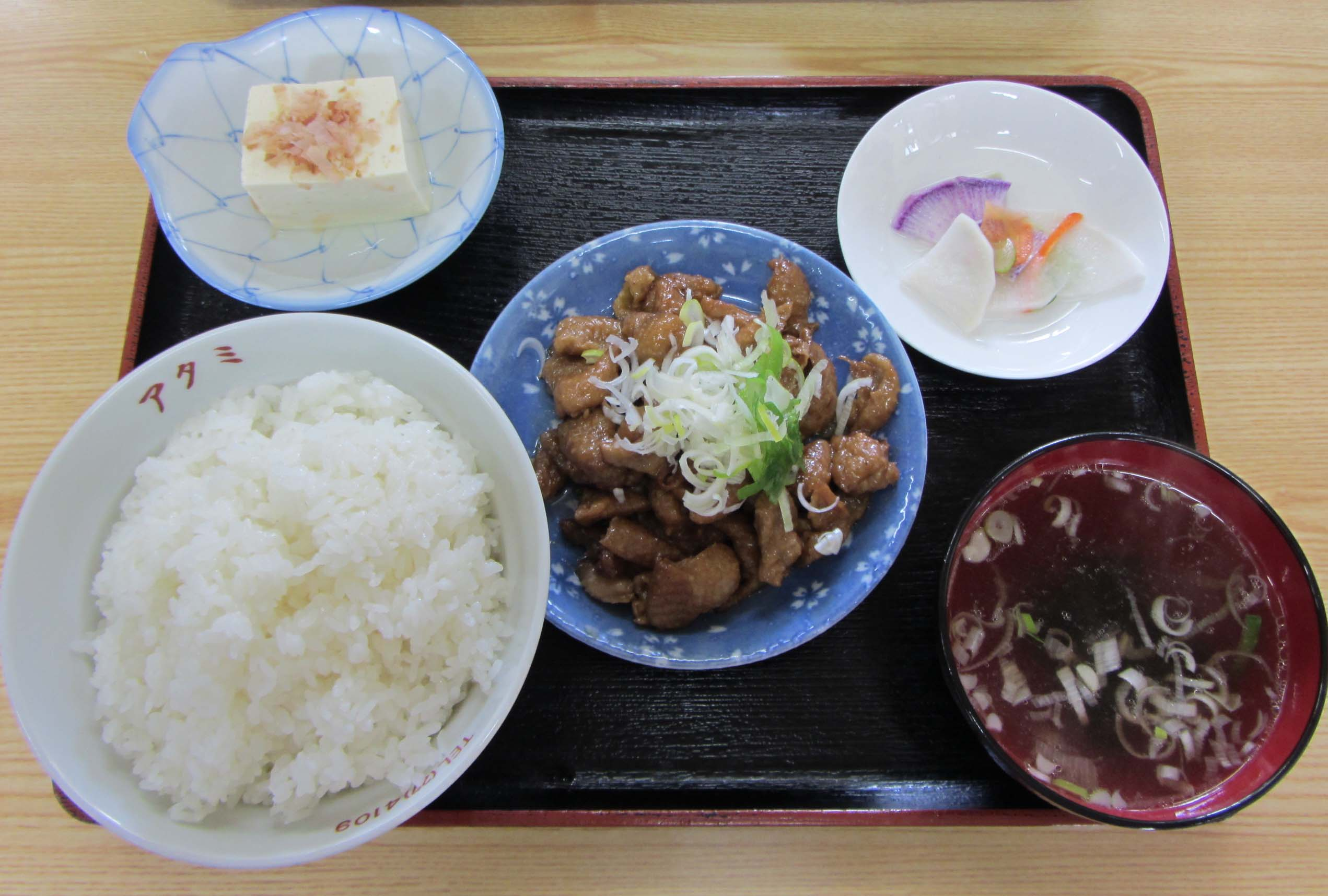
塩川のモツ定食

塩川鳥モツ（しおかわとりモツ）は福島県喜多方市塩川町の郷土料理。ニワトリの皮を煮込んだ料理である。
一般的に「鳥モツ」といった場合、キンカン（ニワトリが鶏卵として産む前の卵黄）や内臓肉などの煮込みが想像されるが、塩川鳥モツは皮を煮込んだ料理である。塩川町の食堂では、単に「モツ煮」といえば、鳥皮の煮込みが出てくる。
塩川町では大正時代から昭和初期にかけ養鶏業が盛んになったが、その際に金銭的に商売にならなかった部位を家庭で食べて消費したことに起源をもつ料理とされる。
2024年5月時点では、主に喜多方市内の飲食店6店でそれぞれ独自の味付けの塩川鳥モツを提供しており、ごはんのおかずとして、酒のつまみとして人気がある。また、各店でそれぞれ缶詰を作っており、土産物として利用されている。
2023年3月には文化庁の100年フード「未来の100年フード部門」に認定された。喜多方市からは2021年の喜多方ラーメン、2022年の山都そばに続く3年連続認定、3つめの認定事例となる。
喜多方市では2024年4月に産業部内に「喜多方ラーメン課・そば課」を新設（観光交流課の職員が兼務）しており、3件目となった100年フードのPRを強化するとともに、観光客の誘致、イベント開催や首都圏での売り込み、SNSを活用した日本国外への情報発信を行い、地域経済の振興を目指す。